# Mr. Simple (canção)
"Mr. Simple" é uma canção da boy band sul-coreana Super Junior, lançada como seu décimo single em coreano, sendo a primeira canção de seu quinto álbum de estúdio, Mr. Simple, a ser promovida. Foi lançada digitalmente em 2 de agosto de 2011, pela gravadora SM Entertainment, juntamente com o álbum completo. O videoclipe de "Mr. Simple" foi lançado em 4 de agosto de 2011, através do canal oficial da SM Entertainment no YouTube.

## Desempenho nas tabelas musicais
| País           | Tabela                  | Melhor posição |
| -------------- | ----------------------- | -------------- |
| Coreia do Sul  | Gaon Single Chart       | 4              |
| Estados Unidos | Billboard K-Pop Hot 100 | 7              |

## Vitórias em programas musicais

### Inkigayo
| Ano  | Data          | Canção     |
| ---- | ------------- | ---------- |
| 2011 | 21 de agosto  | Mr. Simple |
| 2011 | 28 de agosto  | Mr. Simple |
| 2011 | 4 de setembro | Mr. Simple |

### Music Bank
| Ano  | Data          | Canção     |
| ---- | ------------- | ---------- |
| 2011 | 12 de agosto  | Mr. Simple |
| 2011 | 19 de agosto  | Mr. Simple |
| 2011 | 26 de agosto  | Mr. Simple |
| 2011 | 2 de setembro | Mr. Simple |
| 2011 | 9 de setembro | Mr. Simple |

### M! Countdown
| Ano  | Data         | Canção     |
| ---- | ------------ | ---------- |
| 2011 | August 11    | Mr. Simple |
| 2011 | 18 de agosto | Mr. Simple |
| 2011 | 25 de agosto | Mr. Simple |

## Versão japonesa
"Mr. Simple" é o segundo single japonês da boy band sul-coreana Super Junior, lançado em 7 de dezembro de 2011, pela gravadora Avex Trax. "Mr. Simple" alcançou a segunda colocação na tabela semanal de singles da Oricon, vendendo 89,000 cópias em sua semana de lançamento, ultrapassando o single "Bonamana", que vendeu 59,000 unidades em sua primeira semana, tornando-se o single mais bem-sucedido do grupo no Japão.
"Mr. Simple" foi usada como tema de comercial para empresa de comunicação por satélite SKY Perfect JSAT Group, e também como tema de encerramento  do programa de televisão TBS Tsubo Musume, em janeiro de 2012.
O single tornou-se o 85º mais vendido no ano de de 2011 no Japão de acordo com a Oricon, e foi certificado como ouro pela RIAJ por vender mais de 100,000 cópias.

## Lista de faixas
| N.º            | Título                      | Letras         | Música         | Duração |  |
| 1.             | "Mr. Simple"                | Goro Matsui    | Yoo Young-jin  | 3:59    |  |
| 2.             | "Snow White"                | Goro Matsui    | Hikari         | 4:07    |  |
| 3.             | "Mr. Simple -Korean ver.-"  | Yoo Young-jin  | Yoo Young-jin  | 3:59    |  |
| 4.             | "Mr. Simple (Instrumental)" |                | Yoo Young-jin  | 3:59    |  |
| 5.             | "Snow White (Instrumental)" |                | Hikari         | 4:07    |  |
| Duração total: | Duração total:              | Duração total: | Duração total: | 19:31   |  |

DVD
1. Mr. Simple (videoclipe)
2. Mr. Simple (videoclipe versão dança)
3. Mr. Simple (videoclipe versão coreana A)
4. Mr. Simple (videoclipe versão coreana B)
5. Mr. Simple (making-of)

## Desempenho nas tabelas musicais
| País  | Parada                       | Melhor posição |
| ----- | ---------------------------- | -------------- |
| Japão | Oricon Daily Singles Chart   | 1              |
| Japão | Oricon Weekly Singles Chart  | 2              |
| Japão | Oricon Monthly Singles Chart | 8              |
| Japão | Oricon Yearly Singles Chart  | 85             |

### Vendas e certificações
| País/Associação | Certificação | Vendas    |
| --------------- | ------------ | --------- |
| Japão - RIAJ    | Ouro         | + 110,608 |